# Taiyaki

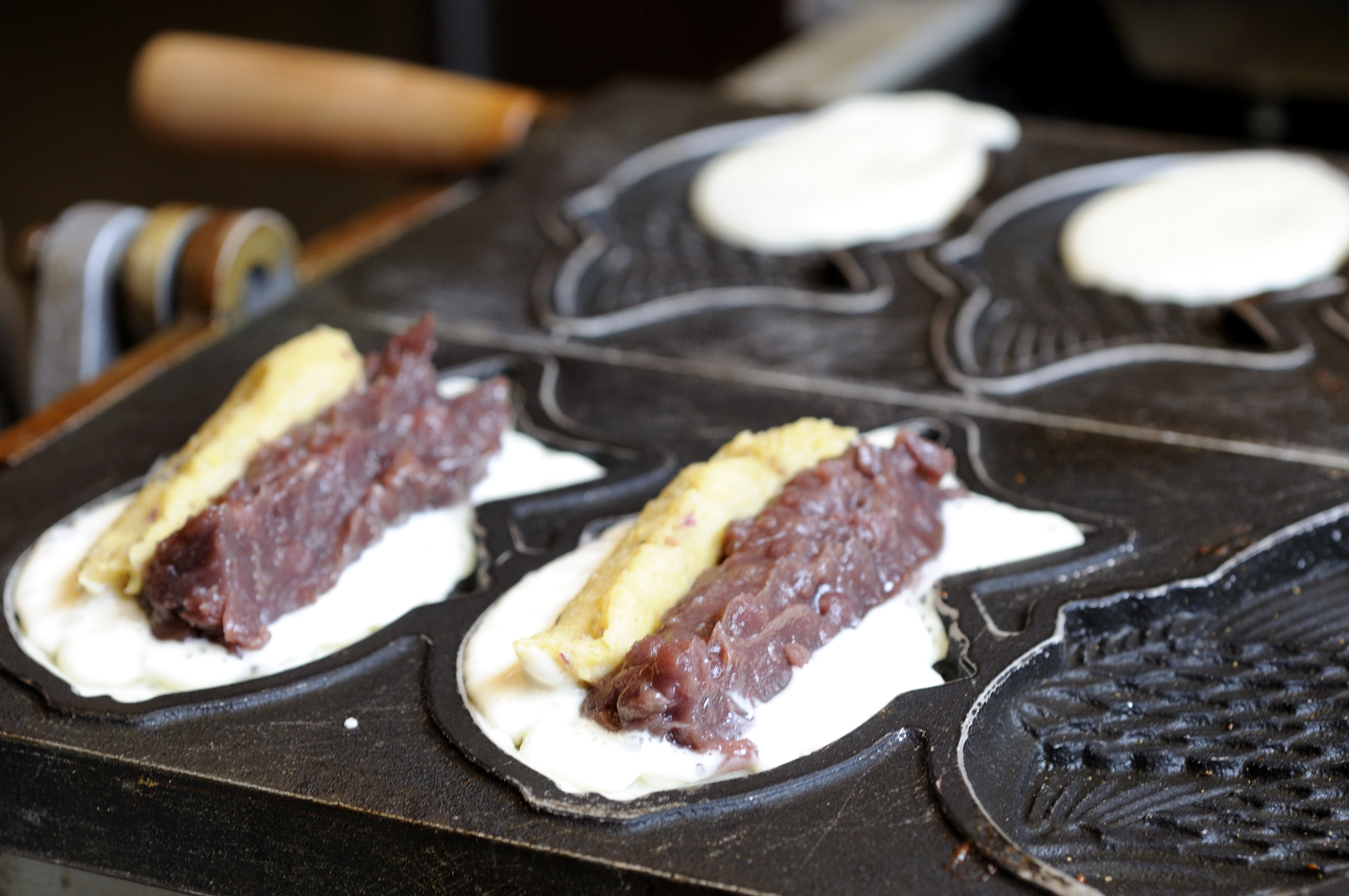
De vulling wordt op één kant van de taiyaki aangebracht

Taiyaki (たい焼き, letterlijk 'gebakken zeebrasem') is een Japanse gevulde wafel in de vorm van een vis, die normaliter als straatvoedsel wordt verkocht. Dit gebakje valt onder de wagashi (Japanse lekkernijen). Het heeft de vorm van de tai (鯛, rode zeebrasem), waarnaar het is vernoemd, maar het gerecht bevat geen vis. De meest voorkomende vulling is de anko (zoete rodebonenpasta), die is gemaakt van gezoete azukibonen. Er bestaat ook een miniversie, genaamd kingyoyaki (金魚焼き, letterlijk 'gebakken goudvis'), die vaak wordt verkocht in zakken van meerdere tegelijk.

## Bereidingswijze
De deeglaag van de taiyaki wordt gemaakt van gewoon pannenkoeken- of wafelbeslag. Het beslag wordt, voor beide kanten gespiegeld, op een ijzer met visvormige mallen gegoten. De vulling wordt dan aan één kant op het beslag gelegd en de mal wordt gesloten, waardoor de vulling wordt omhuld door een deeglaag. Vervolgens wordt de taiyaki aan beide kanten goudbruin gebakken. Dit geeft het een knapperige, dunne buitenkant, maar zachte, volle binnenkant. Het wordt warm gegeten.

## Ingrediënten
Traditioneel heeft de taiyaki een anko-vulling (zoete rode azuki-bonenpasta) en is het deeg gemaakt van bloem, ei, melk en suiker. Sinds de uitvinding van de taiyaki is het zich echter steeds verder gaan ontwikkelen, waarbij tegenwoordig verschillende ingrediënten worden gebruikt voor vulling en beslag, maar ook zijn er steeds meer varianten in vorm en maat, zoals de croissant-taiyaki of taiyaki als ijshoorntje gevuld met softijs. Ook wordt de taiyaki gebakken in nieuwe vormen zoals donut, trein of kat. Naast anko zijn andere veelvoorkomende vullingen: custardcrème, chocolade, kaas, roomkaas en zoete aardappel. Sommige winkels verkopen zelfs taiyaki met okonomiyaki, gyōza-vulling of een worstje erin.

## Herkomst
Taiyaki wordt sinds 1909 verkocht in Japan. In essentie is het een vernieuwde vorm van een populaire lekkernij, de imagawayaki. Dit is vergelijkbaar met een gevulde wafel. Het zijn dikke, ronde gebakjes, die eveneens gevuld zijn met anko, of met custardcrème omhuld door een deeglaag. Seijirō Kobe, oprichter van banketbakkerij Naniwaya Sōhonten (浪花家総本店) in Tokio, lukte het niet goed zijn imagawayaki te verkopen, dus besloot hij de wafels te bakken in visvormen die lijken op tai, oftewel de rode zeebrasem. Tai wordt in Japan beschouwd als een symbool van geluk en fortuin, en was een dure vis die alleen betaalbaar was voor de elite of alleen bij speciale gelegenheden werd gegeten. Masamori Kobe, de vierde eigenaar van de winkel, verklaarde dat Seijirō de gewone mensen wilde laten proeven van de dure vis tegen lage prijzen.
Tijdens de Japanse kolonisatie van Korea werd ook de taiyaki meegenomen. In Korea staat het gebakje bekend als bungeo-ppang (붕어빵; letterlijk 'karperbrood'). Na de Tweede Wereldoorlog verspreidde de taiyaki zich over de hele wereld. Het gebakje maakte ook een opmars in Nederland; er werden zelfs taiyaki-bakkerijen geopend.

## Galerij

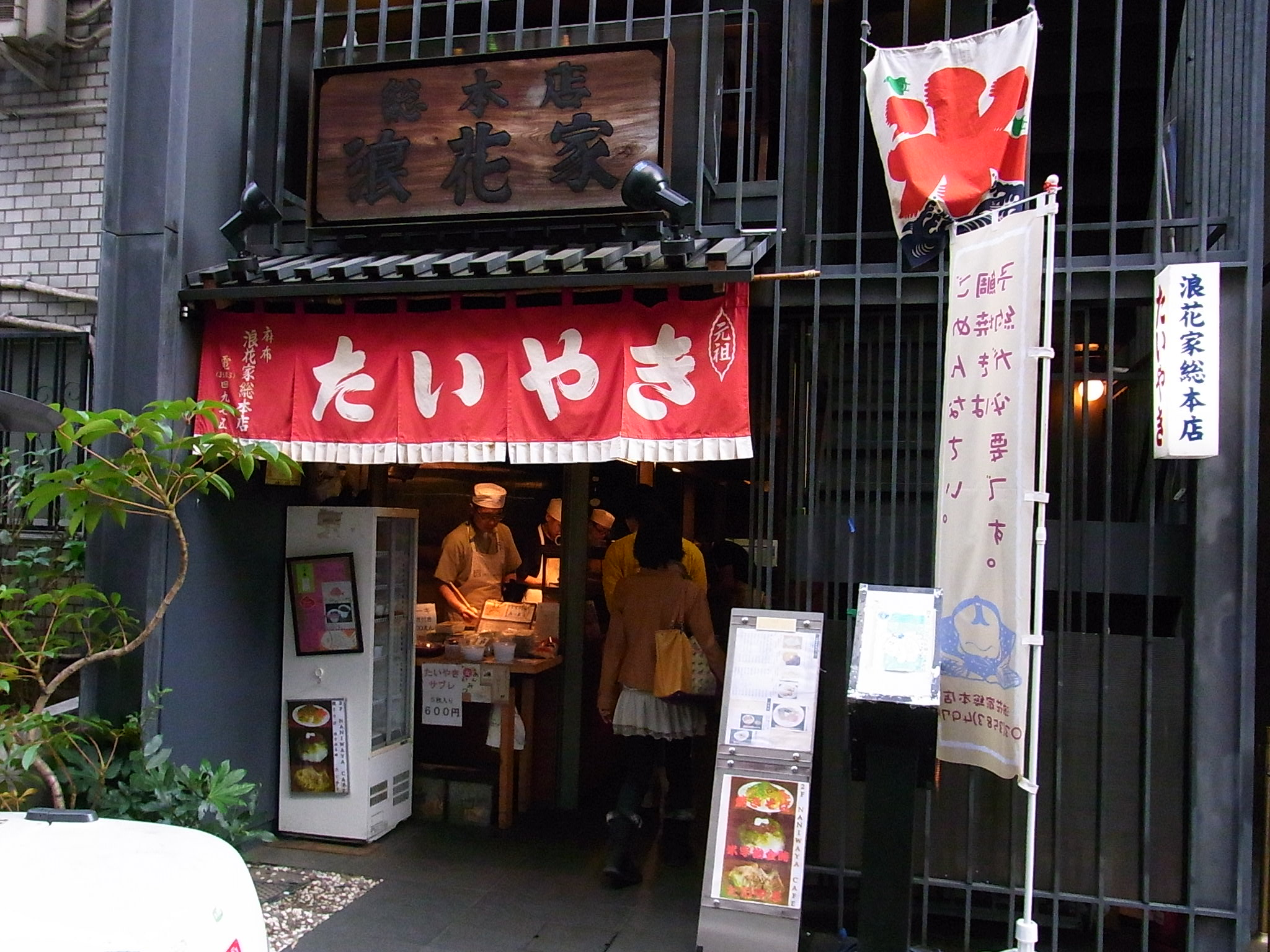
Voorgevel van de banketbakkerij waar taiyaki werd uitgevonden
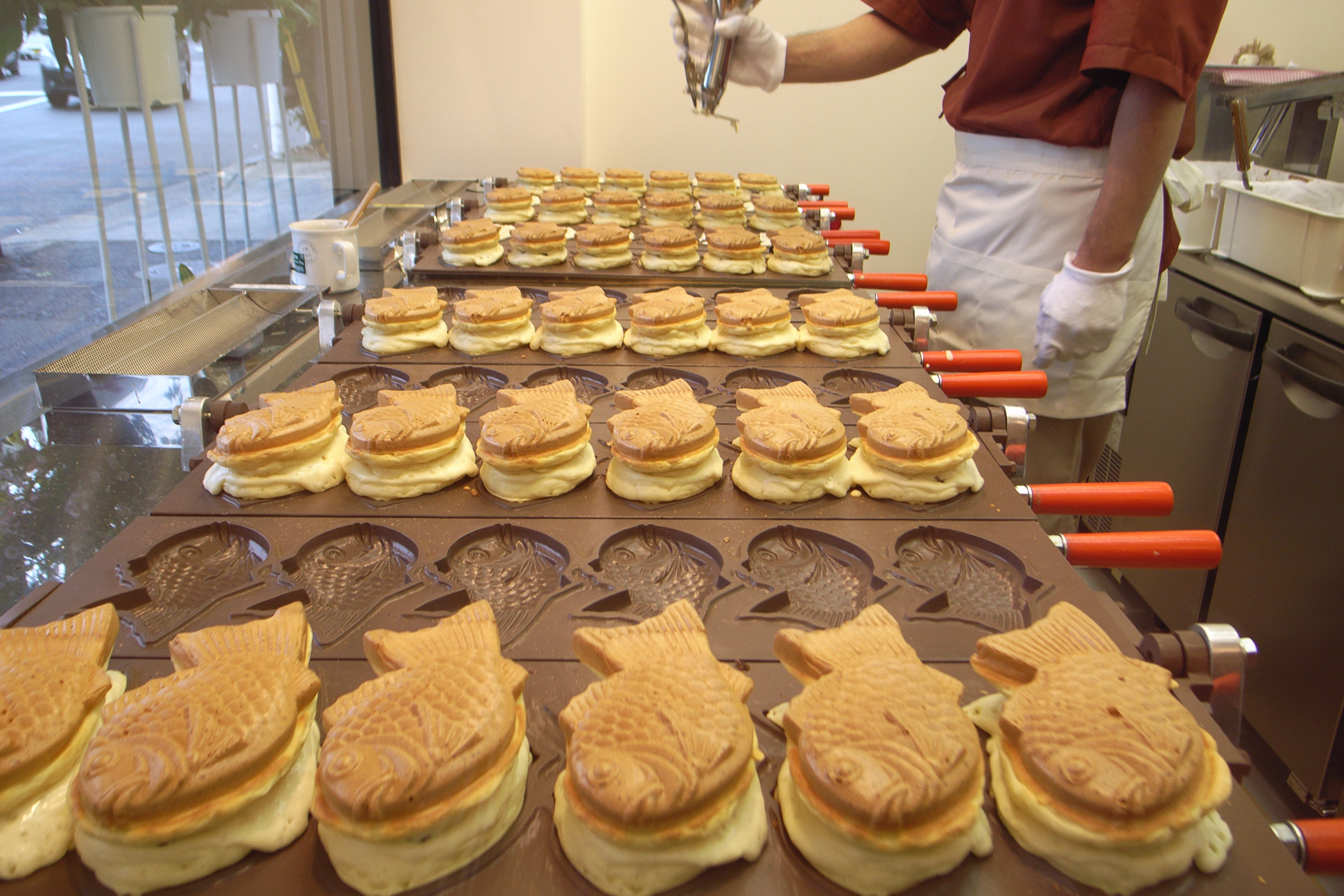
Taiyaki wordt gemaakt op een bakplaat vergelijkbaar met een wafelijzer. De mallen hebben de vorm van een vis.
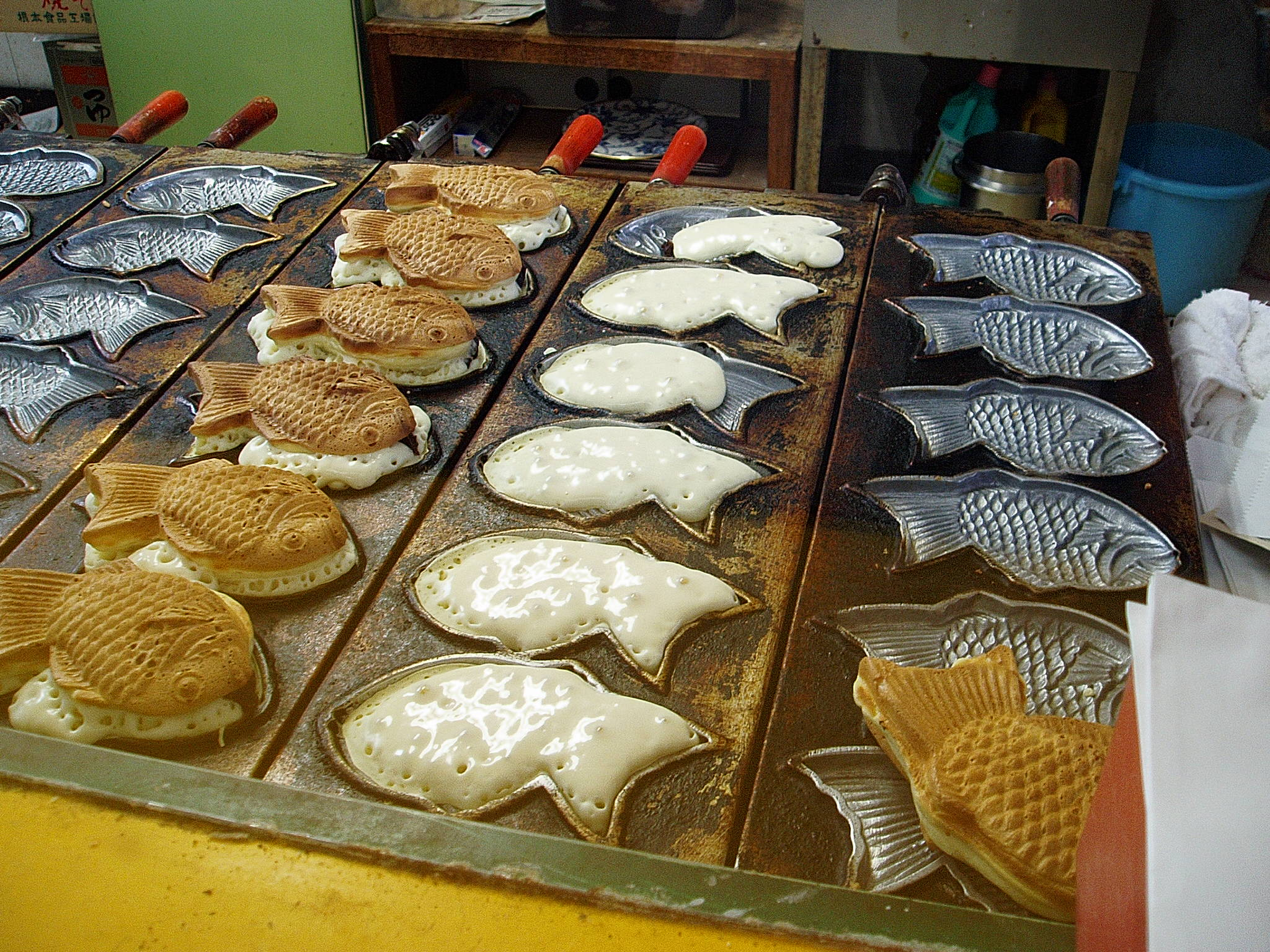
Bereiding van taiyaki
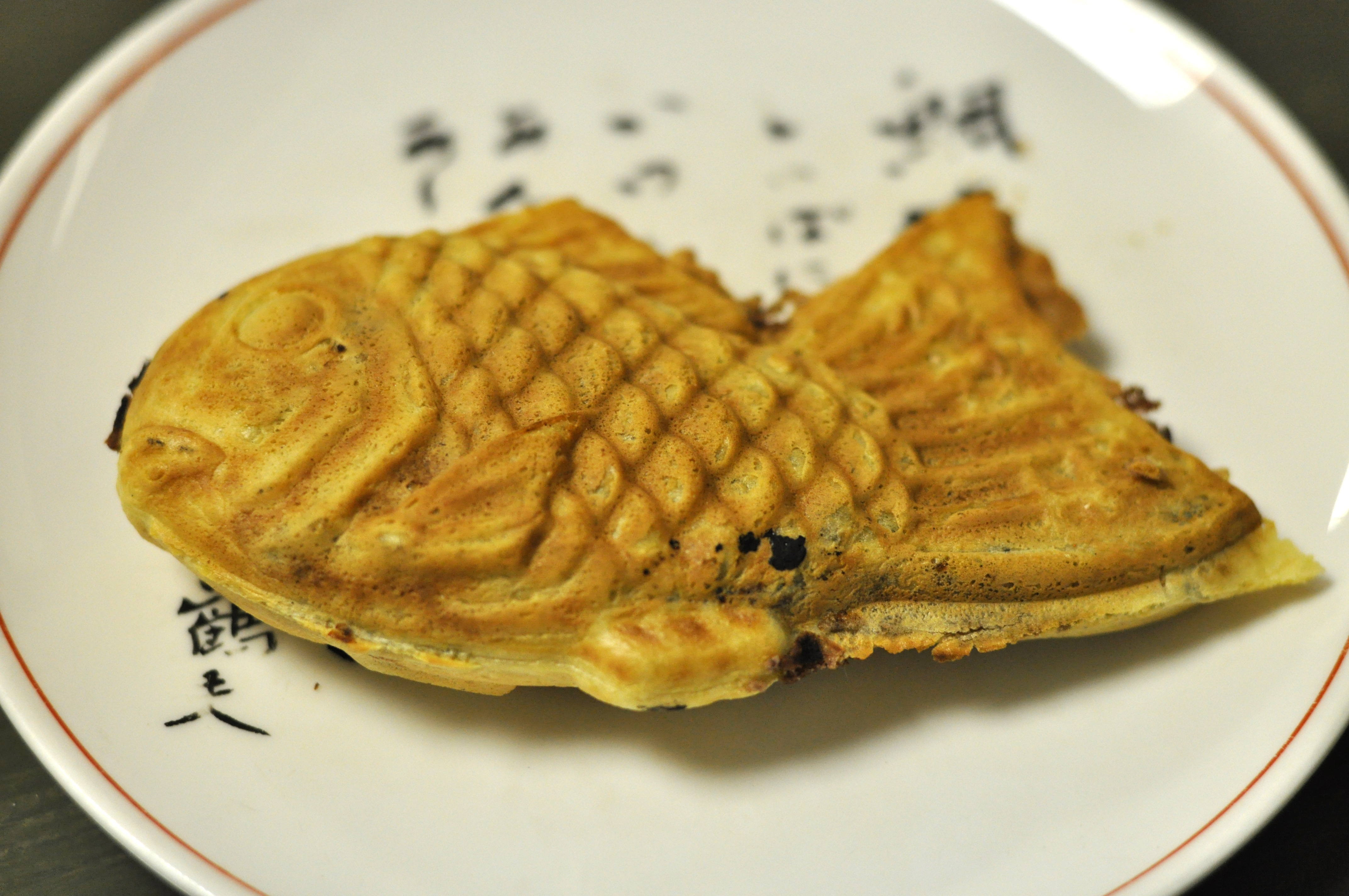
Standaard-taiyaki
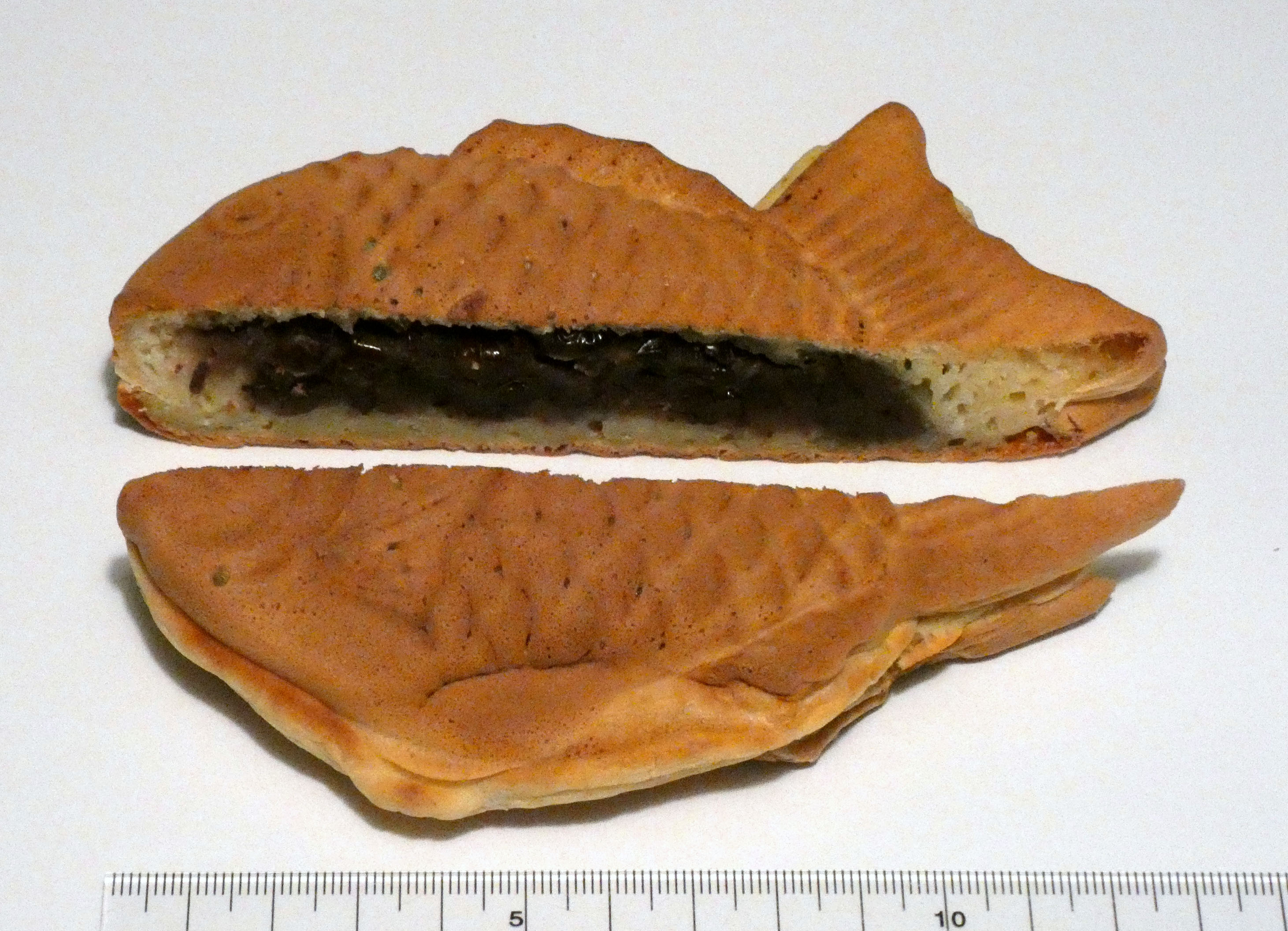
Opengesneden taiyaki met de anko-vulling (azukibonenpasta) zichtbaar
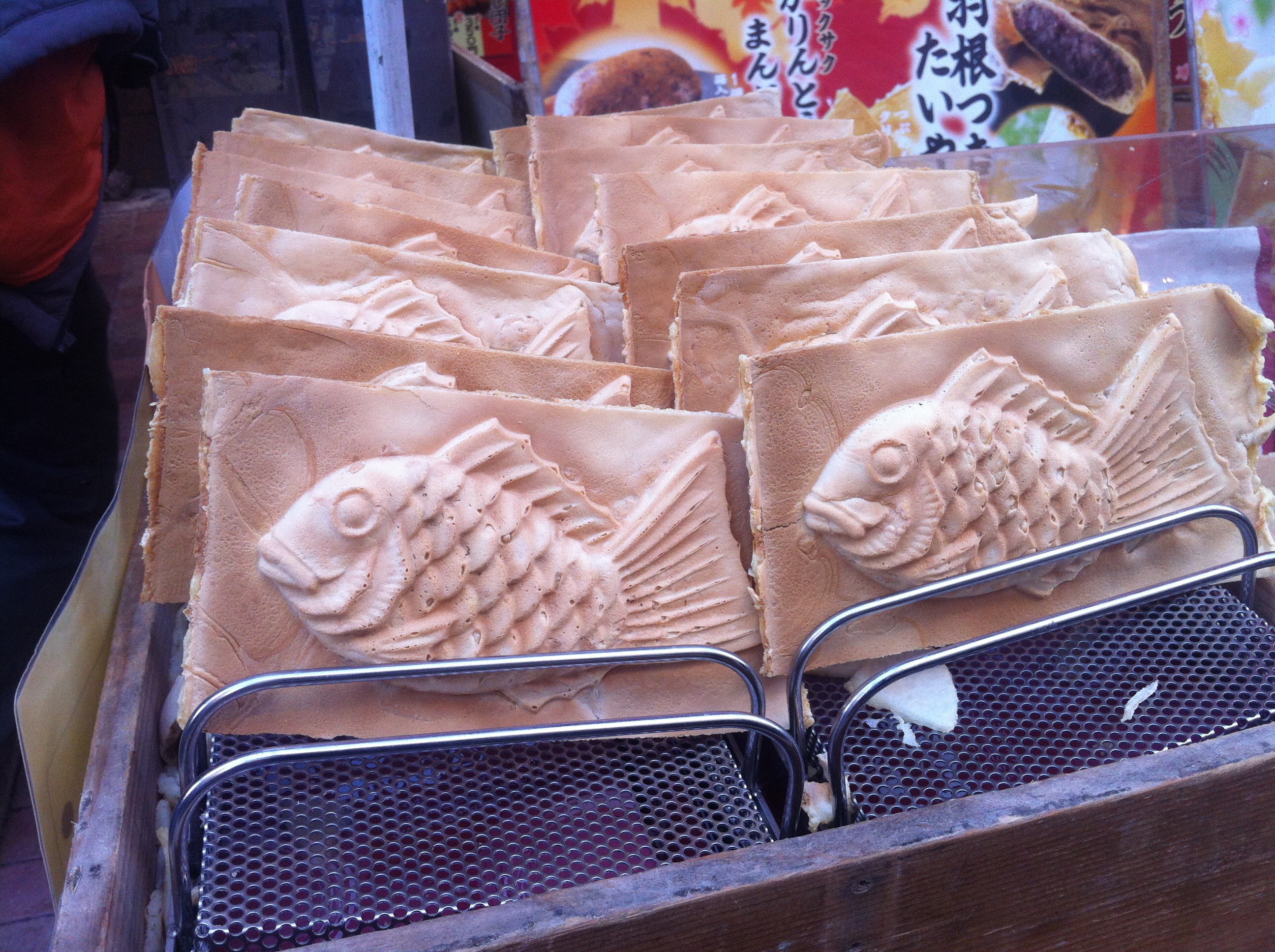
Vierkante taiyaki met ongesneden randen, verkocht in Ueno
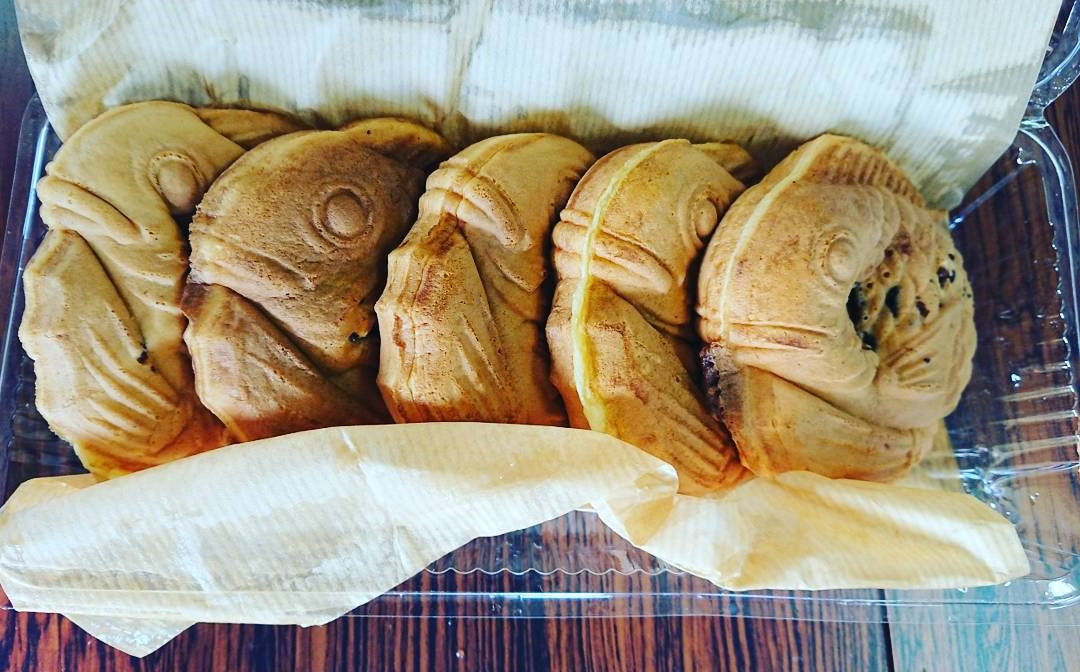
Ronde taiyaki in de vorm van opgerolde vissen, verkocht in Gunma
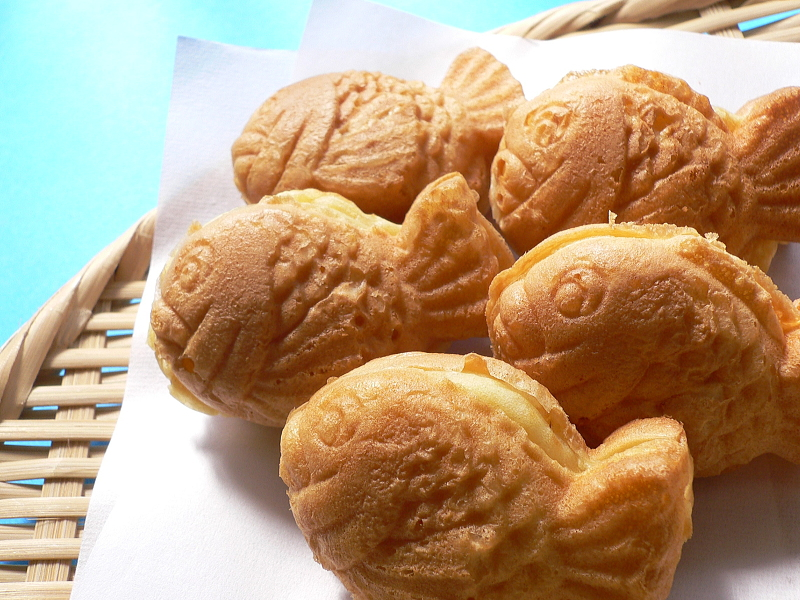
Mini-taiyaki, kingyoyaki (金魚焼き)
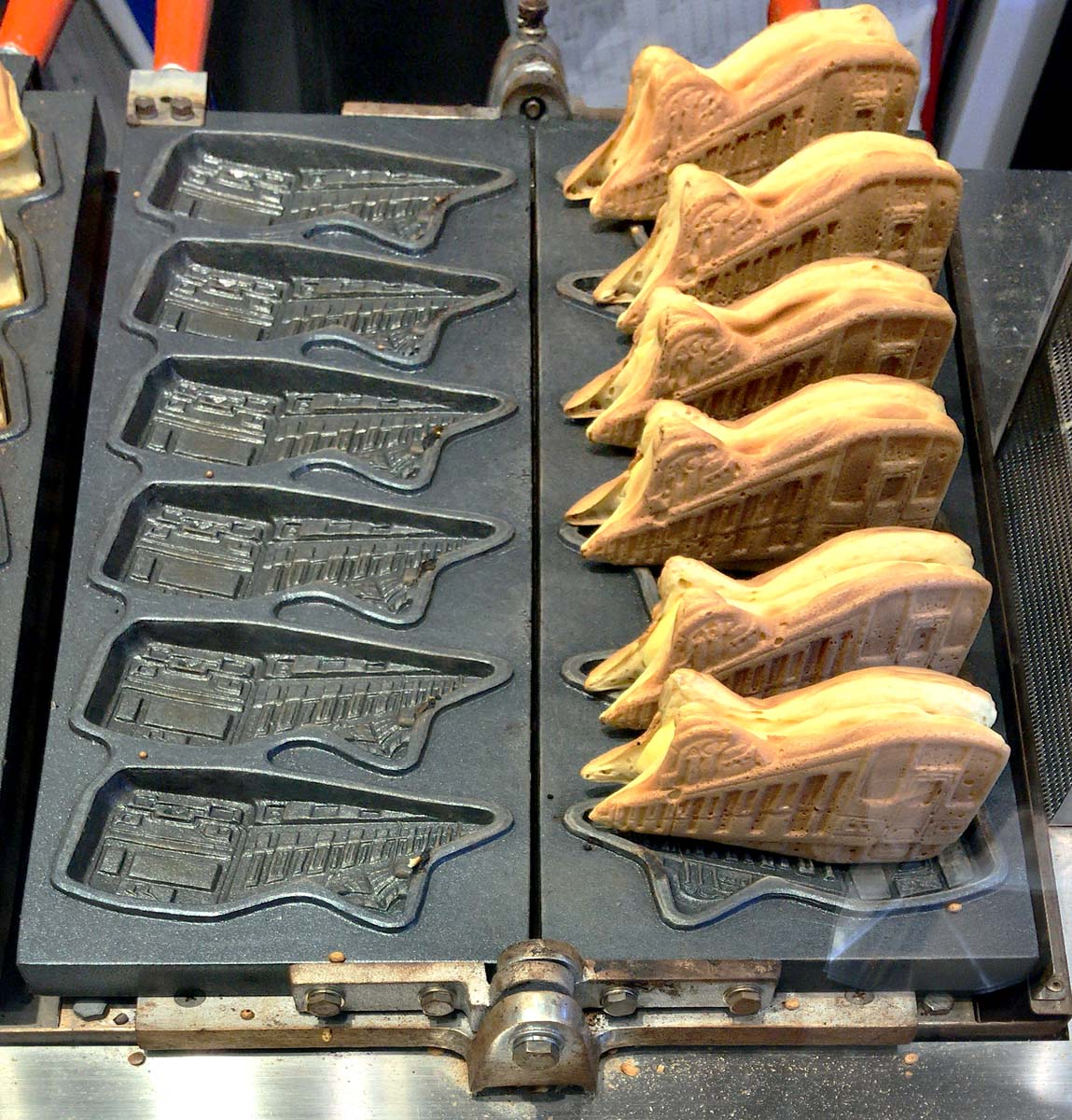
Taiyaki in de vorm van een trein, wordt verkocht buiten het station van Narimasu
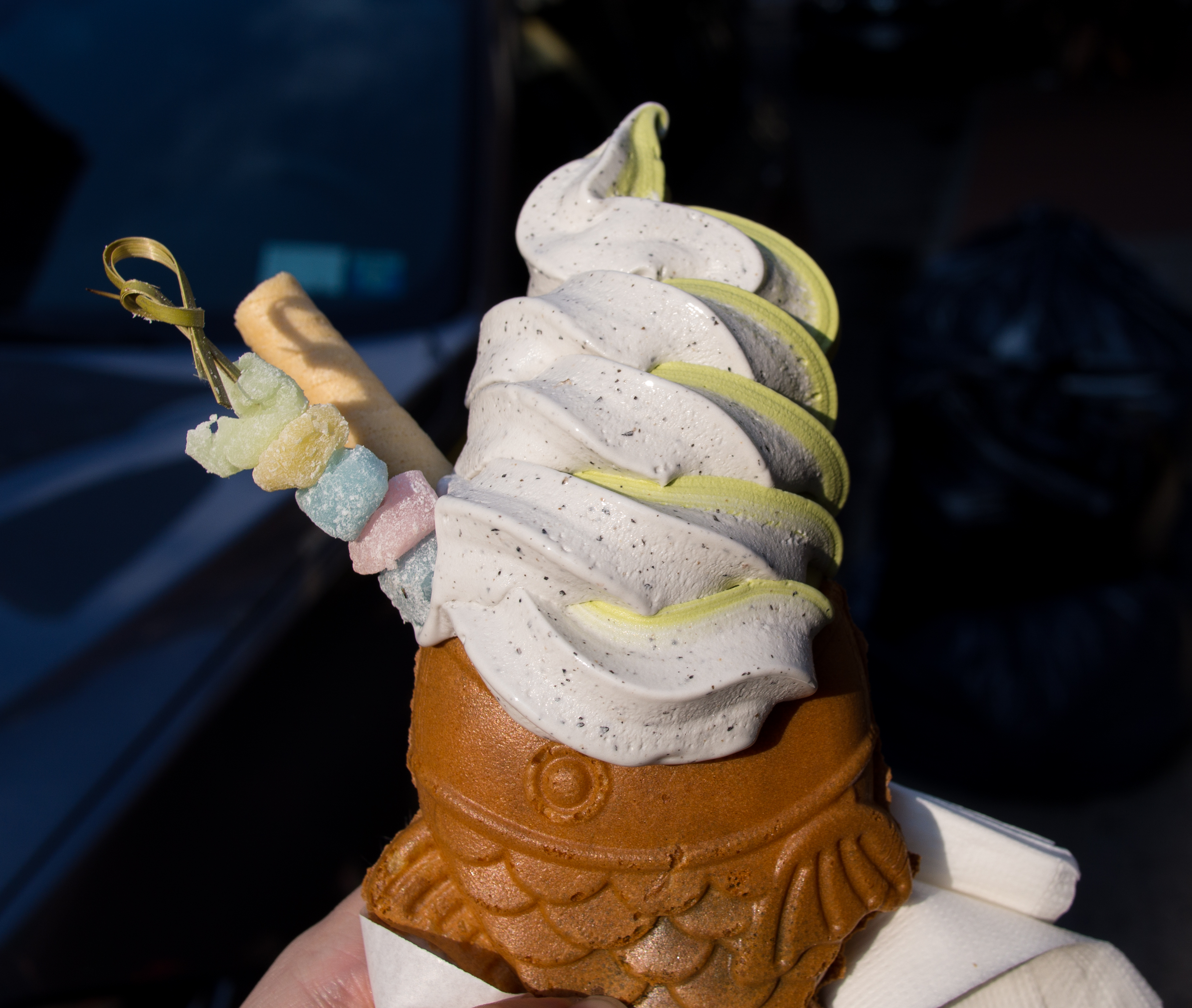
Taiyaki met anko en matcha-softijs